# Pitcairnia bella
Pitcairnia bella är en gräsväxtart som beskrevs av Lyman Bradford Smith. Pitcairnia bella ingår i släktet Pitcairnia och familjen Bromeliaceae.

## Underarter
Arten delas in i följande underarter:
- P. b. bella
- P. b. densior